# 我女友與青梅竹馬的慘烈修羅場
《我女友與青梅竹馬的慘烈修羅場》，簡稱「我修羅」，是裕時悠示撰寫的輕小說，由LLO負責插畫，SB創意旗下的GA文庫出版發行，至2021年3月銷售量已突破300萬本。
於Square Enix旗下《月刊GANGAN JOKER》雜誌2011年7月號開始連載由七介作畫的改編漫畫，並於同公司從2011年10月25日創刊的《Big Gangan》創刊號連載由裕時悠示原作，稻瀨信也作畫的外傳《我女友與青梅竹馬的慘烈修羅場+H》，另於《Young Gangan》2011年10月21日開始連載まりも作畫的四格漫畫《我女友與青梅竹馬的慘烈修羅場四格》。

## 剧情简介
主人公季堂銳太是个成绩优秀的高中生，為了幫青梅竹马春咲千和治病夢想考入医学院。但是某一天同班同学夏川真凉因為受不了自己太受歡迎的關係而向他告白，要銳太做她的假男友，並且在學校裝出情侶的樣子。虽然銳太一开始拒绝了，可是后来真凉用公开他初中时的中二筆记威胁，锐太只好答应和真凉假交往。但千和不认同，导致夹在两人之间的锐太十分困扰。後來又接連出現自稱是銳太前世情人的中二病患者秋篠姬香，以及十年前與銳太單方面訂下婚約的青梅竹马冬海愛衣（此外千和是九年前）。每位女主角性格都非常鮮明，真凉是略有腹黑的頭腦派，千和是單純純真的行動派，姬香是外柔內剛的中二派，愛衣是口是心非的傲嬌派。被四位女主角玩弄的男主角銳太，究竟是幸運還是不幸？故事即將展開……

## 登場人物
聲優為廣播劇CD／電視動畫。

### 自演乙之會
季堂銳太（聲：間島淳司／逢坂良太、山崎遙（幼年））
本作主人公。千和（小學至今）與愛衣（幼稚園）的青梅竹馬，真涼（偽）和姬香（中二設定）的男友。就讀縣立羽根山高中一年1班，15歲。以附近的國立大學醫學系獎學金為目標，為了取得保送名額，從剛入學就致力於學習，成績由中學時的中下段，進步到全校第一名。
國三夏天時鄰居千和因車禍重傷而被迫放棄劍道，同一時期雙親竟都不負責任丟下他這個兒子而離婚與各自的戀人建立新家庭，這兩件事使他的價值觀大幅改變，從此對戀愛抱持著強烈的不信任感，並立志努力念書成為醫生以治好千和的腰傷。雙親離婚後由姑姑冴子擔任監護人，但因工作而常常不在家，家事都交給銳太處理，而鄰居千和也因父母晚歸而常待在銳太家並吃晚飯，故銳太培養出不錯的料理技術。
雙親感情還很好的時候，內心總想出鋒頭，因此患得中二病，成績也只有中下程度。在《彩色動物圖鑑大全（增補改訂版）》的盒子裡藏了本充滿國中時中二思想的日記，後來忘了此事而將其混在其他要賣的書賣掉，在中古書店意外落入真涼手中成了真涼控制他的把柄，讓他無法反抗真涼的要求。
雖然高中後已努力擺脫中二病問題，但仍殘留不少中二痕跡，有時做夢也會夢見中二思想的世界。在千和被坂上學長欺騙時英雄救美並暴露了大量的中二行為，意外被現役中二病患者姬香看見而被產生好感並追求。在家庭劇變後對動漫已經沒有興趣（因此毫不猶豫的把漫畫及輕小說賣光），但是還是擁有豐富的動漫知識。
十年前和愛衣一起就讀若葉幼稚園星組，當時稱愛衣為小愛。後來愛衣於當年夏天搬家轉學，在離開前愛衣向銳太做了人生第一次的告白並私自訂下婚約，約定十年後在自制的結婚申請書上蓋章，事實上銳太當時僅隨口應付並無認真思考而對此事沒太大的印象，但愛衣卻始終惦記著。十年後與愛衣再相遇並想起當時的回憶後被愛衣以此約定強迫結婚，但事發太突然加上揭露了愛衣男友的事是謊言而無法接受即時脫逃。
在我嬌小姐大賽結束後銳太聽從冴子的建議將真涼外的人甩掉避免進入修羅場世界，但還是因各種突如其來的因素而失敗。
在高中時決定不要談戀愛（另外兩個則是努力讀書及不要被誤會是同性戀），成為知名的書呆子，但是卻意外的獲得四位美少女的青睞、成為全校知名的後宮王。本來就對戀愛抱持負面觀感，面對四位女主角的後宮修羅場後，完全無法感受到戀愛的美好，因此內心更拒絕戀愛。
然而，即使沒有戀愛的打算，但千和是特別的、把她當家人（千和則希望能脫離家人關係、變成女友），甚至真涼手上日記的最後一頁的內容也是立志成為醫生治好千和。與最上的父親談過後曾一度猶豫是否真的要當醫師，不過看到千和決定往前邁進的表現後，仍然決意要當醫師，拯救病患。
春咲千和（聲：豐崎愛生／赤崎千夏）
本作女主角之一。銳太從小學至今的青梅竹馬和鄰居。就讀縣立羽根山高中一年5班，15歲。體型迷你加上名字的發音而被取了「吉娃娃」這個綽號，脖子上常掛著類似項圈的飾物。
小學入學前三個月搬到銳太家隔壁，由於父母經常工作晚歸，故晚上經常待在銳太家並吃晚飯，交情一直維持至今。小一開始便練習劍道，劍技強到足以出席全國大賽，但在中三夏天出車禍時受了重傷，其中腰部的傷害並沒有辦法完全治好，讓她無法進行激烈運動，不得不從此放棄。此事對千和來講是一大打擊，因此為了治好千和，銳太才立志成為醫生。
因為銳太說「青梅竹馬怎麼可能變成女朋友」而激怒，宣示要讓自己變得大受男生歡迎，不過卻造成反效果（實際上她一直很受男生歡迎，可是所有人都認為她與銳太是一對），後來真涼利用這點成功慫恿她加入自演乙之會，但實際上千和的目的是要待在銳太身邊。剛加入自演乙之會時設定三年級的坂上拓也為假定追求目標。與坂上相約在車站前見面時發現了他的病態行為並慘遭羞辱，後來銳太現身阻止並受真涼暗中協助取得棍棒後成功以劍道痛擊所有人，但隨後也向坂上坦白實際上欺騙的人是“她”才對。之後坂上惡行遭揭露，人氣大衰。
內心喜歡銳太但一開始沒勇氣表白。在銳太和真涼假裝交往後激起強烈的對抗心並敵視真涼，不斷於各種場面找真涼挑戰。後來姬香與愛衣等競爭對手出現後有時會與真涼站在同一陣線上，並擔任真涼的眼線，不過仍常會和真涼不和。
我嬌小姐大賽結束後，銳太聽從冴子的建議將真涼以外的人甩掉，避免進入修羅場路線，但先前另外兩位（姬香和愛衣）已經失敗，甩開千和已沒多少意義，聽了千和的話後，更加不知該如何是好而放棄。
本來成績不好，但後來為了追上銳太，而開始努力讀書。現在已放棄回到劍道賽場繼續比賽，而是決定要成為教師，成為劍道社的指導教師。
料理技巧非常差但沒有自覺，還企圖讓銳太吃下自己親手做的料理，但最後都變成反而是千和吃擅長料理的銳太所做的菜。由於就住在銳太家的斜對面，因此與銳太很熟，銳太就直接叫千和為「吉娃娃」。
夏川真涼（聲：齋藤千和／田村由香里）
本作女主角之一。銳太的假女友和同班同學。就讀縣立羽根山高中一年1班，15歲。
銀髮碧眼的超級美少女，被評為校內第一美女。真實性格惡劣、言語毒辣、很會演戲及說謊，扭曲的內心是因為她一直扮演父親的乖女兒、讓她的母親能獲得良好評價，而且必須很小心的在社交界自保，可是她父親卻只是把她當成展示父愛及幸福家庭的工具；銳太非常努力的尋找她的優點，找到是臉蛋、長相、容貌、外表。
在國外住了9年的歸國子女，老家在瑞典且家境非常好，不過與父親關係不太好而可使用的錢相當受限，回日本的目的是為了等她母親。後來在見到母親和同母異父的另一個妹妹真幌之後，發現母親現在過得很幸福，決定不再去打攪他們。銳太看到真涼這個決心的舉動，也決定放手，讓母親去找尋真愛。
母親的經歷讓她不相信愛情，與銳太同樣是單身主義者，但與銳太相比更有攻擊性。心態與去死去死團相近，碰到熱戀中的情侶會感到噁心、想要逃離熱戀的環境。銳太會懷疑情侶私底下感情沒那麼好、或是會分手，真涼更嚴重的直接詛咒他們分手。
曾在中古書店意外發現銳太買了本「在床上被射擊的女警」，才知道他不是同性戀，基於好奇心買了他售出的動物圖鑑，意外發現盒子裡充滿中二思想的日記，因而抓到了可控制銳太的把柄，並將內容掃瞄進電腦中讓銳太沒機會反抗。入學後不斷的被男同學告白，兩個月來就有58次（平均每天一次左右），拒絕久了之後覺得很煩，於是找同樣對談戀愛沒興趣且又有把柄在手的銳太偽裝成情侶。雖然說是假裝卻對銳太要求甚多，幾乎到假戲真作的地步。我嬌小姐大賽後兩人經常都無法分辨對方是真的還是假的情人。
和銳太假裝交往後激起千和強烈的對抗心而經常與她吵架。為了避免千和妨礙而利用她想成為萬人迷的想法幫她找男朋友，請古文教師系谷擔任顧問、以廢社的茶道部成立以成為成為萬人迷為目標的「自我演出的乙女之會」（簡稱自演乙之會）並擔任部長。該社團後來因為常引發許多問題而被風紀委員盯上，並被冬海愛衣以此為由將其廢社。暑假期間真涼不斷想抓到愛衣把柄以復活自演乙之會但遲遲無果，後來卻因愛衣意外加入而成功復社。
料理技術和千和一樣爛，對飲食及營養毫無興趣。講話非常毒舌，偶而吃醋時更會變本加厲。相當會盤算，也很聰明（不用怎麼讀書成績就不錯，銳太若不怎麼讀書只能有中下段的成績），似乎有腹黑的傾向。因為母親的關係，喜歡《JoJo的奇妙冒險》，只有銳太能完全知道她說的JoJo梗。
因父親及繼母的無情惡劣態度，非常仇視戀愛的存在、但是漸漸地對銳太抱有愛情，找他充當假男友後關係也算不上純粹的利用；假情侶在只有兩人時距離會更遠，但是真涼的表現卻更親密。在小說第五集後，對銳太的依賴及佔有欲達到病嬌的程度，銳太當時覺得她似乎逐漸由（偽）女友變成令人擔心的妹妹。
容易妒忌。當與銳太二人獨處時會說出真心話、但本人自稱全都是假話。
小說第六集看到銳太日記的最後一頁的內容是為了成為醫師、治好千和的腰傷而努力讀書時，對他們兩人間真摯的情誼所感動落淚，然後還回日記。之後在小說第七集支持銳太和千和交往、但卻對銳太抱持更嚴重的病嬌愛情。

秋篠姬香（聲：无／金元寿子）
本作女主角之一。銳太被中二設定的前世女友。就讀縣立羽根山高中一年2班，15歲。ACG迷，現役中二病患者，而且症狀還不輕，但真正的問題是非常不擅長與人相處、因此放棄社交。
在車站前看到銳太英雄救美（千和被坂上學長欺騙時）的舉動和殘存的中二痕跡而對他產生好感。自稱銳太前女友（前世），中二設定為與銳太前世「曉之聖龍騎士」有強烈牽絆的公主——「曉之聖龍姬」，真名叫Himeka·靜·Heavensrain。
在真涼慫恿之下加入了自演乙之會。由於中二傾向嚴重，比千和更容易被煽動，故有時被真涼利用作其眼線。在聽到愛衣自己編的男友米歇爾的事後信以為真並拜其為師，稱愛衣為「戀愛師傅」。
我嬌小姐大賽結束後銳太聽從冴子的建議，將真涼外的人甩掉避免進入修羅場世界，於是銳太決定擾亂姬香的中二設定，說自己不是曉之聖龍騎士轉世而是一介村民，結果適得其反讓姬香認為可以更積極得追求銳太。
原本給人認真、不太愛說話的印象，但遇到銳太之後，行動變的很積極，有病嬌的傾向。個性內向害羞，這與中二病似乎有所關係，也因這種性格所以表情展現稀少，無口的類型。似乎有隱藏型的巨乳。
具有隱性腐女的屬性。
冬海愛衣（聲：无／茅野愛衣）
本作女主角之一。銳太幼稚園時期的青梅竹馬和私訂婚約者。就讀縣立羽根山高中一年3班。自尊心強，個性認真，成績排名全校第3。和父親、弟弟住在一起。
十年前和銳太一起就讀若葉幼稚園星組，當時稱銳太為小太。因父親的工作需要而經常搬家，當年夏天搬家轉學，在離開前向銳太告白並私自訂下婚約，約定十年後在自制的結婚申請書上蓋章，事實上銳太當時僅隨口應付並無認真思考而對此事沒太大的印象，但愛衣卻始終惦記著。後來就讀與薰相同的小學，從小一同班到小四。小五第一學期時又搬到外縣市，直到高一春天才搬回羽根山市。和銳太與薰都算是青梅竹馬，不過和銳太接觸時間太短且剛好與千和錯開。
在羽根山高中擔任風紀委員，因自演乙之會引發很多問題而企圖將其解散。在執行解散自演乙之會時被千和與真涼等人嘲諷沒男友而編了個自己有個高富帥的大一男友——村田·米歇爾·大五郎，其實是愛衣的熊玩偶(田村)+某本書的作者+愛衣父親的名字(冬海大五郎)為虛構的名字。隨後真涼不斷企圖套出米歇爾的存在是個謊言，而讓愛衣為圓謊而越扯越大。雖然真涼始終懷疑愛衣說謊，但銳太當時卻認為她是純真的。後來銳太想起與愛衣的回憶後，愛衣便以當時的婚約想強迫銳太與她結婚，但事發太突然加上揭露男友米歇爾的存在是個謊言讓銳太無法接受而即時脫逃。後來為了瞬間拉近與銳太的距離而撤銷解散自演乙之會的計劃並跟著加入。
我嬌小姐大賽結束後銳太聽從冴子的建議，將真涼外的人甩掉避免進入修羅場世界，於是銳太企圖當著愛衣的面前撕毀結婚申請書，卻因見到愛衣難過的表情而心軟遲遲無法下手，最後銳太手指被結婚申請書邊緣劃破使之沾上手指的血印讓愛衣由悲轉喜而失敗（但那張結婚申請書是自製應該不會有法律效用）。不過後來自行撕毀，決定要與其他女角一起平等的競爭銳太。
長大後出現傲嬌性格，一和銳太有機會接觸談話時會異常高興，但發現自己言行舉止失控後便會立刻改口轉移話題。因此被冴子直接稱為「傲嬌小姐」。一直想要讓銳太在結婚申請書蓋章，因此只要有任何可行的機會便會變得煩躁且積極，想和銳太結婚到任何手段都可以。
廚藝非常好，甚至還超過善於廚藝的銳太，所以是四位女主角中能力最強的(品學兼優、文武兼具、主婦力超一流)，堪稱是本作品中最會隱藏自己優點的女主角。

### 羽根山高中
遊井薰（聲：小林優／種田梨沙）
銳太的好朋友，同就讀於羽根山高中1年級1班並擔任學生會書記。是個外表中性的男生（目前来看），年級成績排名第20名，很受歡迎。
國3和銳太同班而認識，略知銳太及千和家庭的問題，但不會太過深入，銳太認為他「善於傾聽」並且是「人際關係的高手」，實際上他在情人節也會收到很多巧克力。最支援千和，也曾支援愛衣的行動，自己亦展現出對銳太的好感；他認為銳太最適合千和，不然就嘗試開後宮。
非常受到女性歡迎，但是一直拒絕。與銳太的關係很好，真涼曾誤會到猜測誰是攻誰是受。
自稱有一個叫遊井香的妹妹，在第6.5卷和銳太約會了一次，但許多跡象顯示兩人為同一人，而銳太本人自始至終都如此認為。夏川真那在接觸到「這兩人」後，也在猜根本是同一人。
和愛衣在小一時认识，并拜托爱衣帮忙保守一个秘密。从小说、漫画、动画中的各种暗示推測，遊井薰很可能是女生。就目前的劇情推測，應該是雙重人格。
在第十二卷裡，向銳太告白並提出讓銳太也收編他為銳太後宮的一員，但看銳太還在驚訝的時候說出不給銳太回答的機會就離開了告白現場。
赤野芽衣（聲：無／大坪由佳）
1年級1班的女學生。千和的好友。
青葉皋月（聲：無／山崎遙）
1年級1班的女學生。千和的好友。
坂上拓也（聲：無／鈴村健一）
校內男子籃球部的三年級學生。因為球技和外貌不錯所以深受不少女孩愛戴，被封為型男，不過也因為受歡迎習慣產生高傲、自大、小瞧他人的性格，對追求的女孩一開始都假裝接受，事後卻故意惡整羞辱、將其甩掉。
在千和剛加入自演乙之會時被設定為假定追求目標，但真涼似乎早暗知其惡劣行徑而不太推薦。在與坂上相約在車站前見面時暴露了他惡劣行徑並慘遭羞辱，後來銳太現身阻止並受真涼暗中協助取得棍棒後成功以劍道痛擊所有人，但隨後也向坂上坦白實際上欺騙的人是“她”才對。之後坂上惡行遭揭露，人氣大衰。
有一個弟弟（聲：無／花江夏樹）與銳太和真涼同班。
最上夕羅
千和的主治醫師的女兒，與千和是朋友。擁有暑假在補習班發呆就可以得到全年級第一的天分，不去私立升學名校而就讀縣立高中的原因是離家很近。父母希望她能當醫師，但是她似乎沒有興趣。對成績也完全不在意，直接把補習班的教材送給銳太（因為她的補習班比銳太的貴很多、但教材好很多），喜歡的是唱歌，把銳太稱為遲鈍的書呆男。有很好的教學能力，她的教導讓銳太受益良多。

### 親屬家庭
夏川真那（聲：無／東山奈央）
真涼同父異母的妹妹，就讀名門女校私立根中女學院國中部3年級。金髮藍眼的少女，髮型為雙馬尾。表面上看來與真涼關係很糟糕，實際上非常理解真涼（是少數知道她的缺點的人）也非常為真涼著想。個性跟真涼一樣很惡劣，但她幸運的不能裝乖小孩，父親放棄利用及要求她。
叫銳太是噁心阿宅，但自從不小心買到一本限制級的BL書後，腐女魂覺醒。銳太喜歡跟她鬥嘴，他鬥贏時會很高興。到現在還不會騎腳踏車。在學校灑錢來獲得地位，真正的朋友只有秋篠姬香。後來迷戀上遊井薰，為此就讀羽根山高中。
桐生冴子（聲：無／名塚佳織）
銳太父親的姊姊，也就是銳太的姑姑。在遊戲公司上班，擔任戀愛養成遊戲的原作、程式設計師與音樂製作人員；一眼看穿銳太與真涼的假情侶關係。在前弟妹也就是銳太的母親再度返家之後接到銳太的父親傳來的簡訊得知，利用工作空檔返家「教訓」了後者。
某種方面算是工作狂，廚藝不算太好(大概只稍微贏過千和)，但很會煮咖啡。
季堂美星
銳太的母親，私奔一年後把對方甩了，要求回銳太家。回家後被大姑冴子暴打加上銳太的冷淡態度對待之後反省，開始找正當的工作。不過在銳太同意放手讓她去追真愛之後，再度離家。
與愛衣的母親是朋友(不過愛衣不認得)，在愛衣的母親過世之後有前去上香致意。似乎是认可愛衣是其未來的兒媳的，所以在短暫返家時不斷的讚美愛衣。
秋篠優華
姬香的姐姐，就讀大學3年級，為了繼承家業而在東京的大學攻讀經營學。
冬海大五郎
愛衣的父親，是個經常要跑世界各地的專業人士。在妻子過世之後，一個人將一雙兒女撫育長大。
冬海勇樹
愛衣的弟弟，就讀小學5年級，有參加少年棒球隊。

### 其他
田中好惠（聲：無／三上枝織）
銳太國中時代的同學，也是他的暗戀對象。
河地凜（聲：無／洲崎綾）
我嬌小姐大賽的出場者之一。
鈴宮佳乃（聲：無／山崎遙）
我嬌小姐大賽的出場者之一。10歲。

## 出版書籍

### 小說
- 有「*」為限定版。

| 卷數 | SB創意         | SB創意                                         | 尖端出版       | 尖端出版                                     | 小多文化、鹭江出版社 | 小多文化、鹭江出版社   |
| 卷數 | 發售日期       | ISBN                                           | 發售日期       | ISBN / EAN                                   | 發售日期             | ISBN                   |
| ---- | -------------- | ---------------------------------------------- | -------------- | -------------------------------------------- | -------------------- | ---------------------- |
| 1    | 2011年2月15日  | ISBN 978-4-7973-6396-8                         | 2012年2月8日   | ISBN 978-957-10-4746-1                       | 2014年8月            | ISBN 978-7-5459-0768-1 |
| 2    | 2011年6月15日  | ISBN 978-4-7973-6561-0                         | 2012年4月17日  | ISBN 978-957-10-4836-9                       | 2014年8月            | ISBN 978-7-5459-0767-4 |
| 3    | 2011年9月15日  | ISBN 978-4-7973-6678-5 *ISBN 978-4-7973-6679-2 | 2012年7月24日  | ISBN 978-957-10-4889-5 *EAN 471-7702-25050-8 | 2014年10月           | ISBN 978-7-5459-0806-0 |
| 4    | 2011年12月31日 | ISBN 978-4-7973-6815-4                         | 2012年8月9日   | ISBN 978-957-10-4918-2                       | 暫停發行             | 暫停發行               |
| 5    | 2012年7月31日  | ISBN 978-4-7973-6971-7 *ISBN 978-4-7973-6972-4 | 2013年1月18日  | ISBN 978-957-105-091-1 *EAN 471-7702-25341-7 | 暫停發行             | 暫停發行               |
| 6    | 2013年1月15日  | ISBN 978-4-7973-7284-7                         | 2013年8月9日   | ISBN 978-957-10-5309-7                       | 暫停發行             | 暫停發行               |
| 6.5  | 2013年2月15日  | ISBN 978-4-7973-7285-4                         | 2013年11月29日 | ISBN 978-957-10-5371-4 *EAN 471-7702-25753-8 | 暫停發行             | 暫停發行               |
| 7    | 2014年2月15日  | ISBN 978-4-7973-7555-8                         | 2014年7月18日  | ISBN 978-957-10-5641-8 *EAN 471-7702-26180-1 | 暫停發行             | 暫停發行               |
| 8    | 2014年7月14日  | ISBN 978-4-7973-7735-4 *ISBN 978-4-7973-7734-7 | 2014年12月30日 | ISBN 978-957-10-5811-5                       | 暫停發行             | 暫停發行               |
| 9    | 2015年1月15日  | ISBN 978-4-7973-8264-8                         | 2016年3月17日  | ISBN 978-957-10-6455-0                       | 暫停發行             | 暫停發行               |
| 10   | 2015年12月12日 | ISBN 978-4-7973-8324-9                         | 2017年5月18日  | ISBN 978-957-10-7398-9                       | 暫停發行             | 暫停發行               |
| 11   | 2016年6月14日  | ISBN 978-4-7973-8751-3                         | 2017年10月5日  | ISBN 978-957-10-7749-9                       | 暫停發行             | 暫停發行               |
| 12   | 2016年11月15日 | ISBN 978-4-7973-8829-9 *ISBN 978-4-7973-8830-5 | 暫停發行       | 暫停發行                                     | 暫停發行             | 暫停發行               |
| 13   | 2017年9月15日  | ISBN 978-4-7973-9153-4                         | 暫停發行       | 暫停發行                                     | 暫停發行             | 暫停發行               |
| 14   | 2020年5月15日  | ISBN 978-4-8156-0621-3                         | 暫停發行       | 暫停發行                                     | 暫停發行             | 暫停發行               |
| 15   | 2020年9月11日  | ISBN 978-4-8156-0754-8                         | 暫停發行       | 暫停發行                                     | 暫停發行             | 暫停發行               |
| 16   | 2021年3月12日  | ISBN 978-4-8156-0755-5                         | 暫停發行       | 暫停發行                                     | 暫停發行             | 暫停發行               |
| 17   | 2021年9月14日  | ISBN 978-4-8156-1074-6                         | 暫停發行       | 暫停發行                                     | 暫停發行             | 暫停發行               |
| 18   | 2022年2月11日  | ISBN 978-4-8156-1075-3                         | 暫停發行       | 暫停發行                                     | 暫停發行             | 暫停發行               |

### 漫畫
作者：七介、草稿：LLO
| 卷數 | Square Enix    | Square Enix            | 尖端出版       | 尖端出版             |
| 卷數 | 發售日期       | ISBN                   | 發售日期       | EAN                  |
| ---- | -------------- | ---------------------- | -------------- | -------------------- |
| 1    | 2011年12月15日 | ISBN 978-4-7575-3433-9 | 2014年12月22日 | EAN 471-7702-26424-6 |
| 2    | 2012年4月21日  | ISBN 978-4-7575-3571-8 | 2015年1月21日  | EAN 471-7702-26476-5 |
| 3    | 2012年7月14日  | ISBN 978-4-7575-3656-2 | 2015年3月4日   | EAN 471-7702-26521-2 |
| 4    | 2012年12月22日 | ISBN 978-4-7575-3833-7 | 2015年4月20日  | EAN 471-7702-26601-1 |
| 5    | 2013年6月22日  | ISBN 978-4-7575-3990-7 | 2015年5月19日  | EAN 471-7702-26658-5 |
| 6    | 2013年10月22日 | ISBN 978-4-7575-0493-4 | 2015年6月23日  | EAN 471-7702-26667-7 |
| 7    | 2014年4月22日  | ISBN 978-4-7575-4287-7 | 2015年8月19日  | EAN 471-7702-26668-4 |

我女友與青梅竹馬的慘烈修羅場四格
作者：まりも、草稿：LLO
| 卷數 | Square Enix   | Square Enix            |
| 卷數 | 發售日期      | ISBN                   |
| ---- | ------------- | ---------------------- |
| 1    | 2012年7月14日 | ISBN 978-4-7575-3658-6 |
| 2    | 2013年1月12日 | ISBN 978-4-7575-3851-1 |

我女友與青梅竹馬的慘烈修羅場+H
作者：[稻瀨信也]]、草稿：LLO
| 卷數 | Square Enix    | Square Enix            |
| 卷數 | 發售日期       | ISBN                   |
| ---- | -------------- | ---------------------- |
| 1    | 2012年7月14日  | ISBN 978-4-7575-3657-9 |
| 2    | 2012年12月12日 | ISBN 978-4-7575-3850-4 |

我女友與青梅竹馬的慘烈修羅場 愛
作者：睦茸、草稿：LLO
| 卷數 | Square Enix    | Square Enix            |
| 卷數 | 發售日期       | ISBN                   |
| ---- | -------------- | ---------------------- |
| 1    | 2013年10月22日 | ISBN 978-4-7575-4094-1 |

我女友與青梅竹馬的慘烈修羅場 畫選集
作者：裕時悠示、草稿：LLO
| 卷數 | Square Enix   | Square Enix            |
| 卷數 | 發售日期      | ISBN                   |
| ---- | ------------- | ---------------------- |
| 1    | 2013年3月22日 | ISBN 978-4-7575-3907-5 |

### 手冊
俺の彼女と幼なじみが修羅場すぎる コンプリートブック
作者：Megami MAGAZINE 編輯部
| 卷數 | 学研プラス    | 学研プラス             |
| 卷數 | 發售日期      | ISBN                   |
| ---- | ------------- | ---------------------- |
| 1    | 2013年8月31日 | ISBN 978-4-05-405725-8 |

## 廣播劇CD
HOBiRECORDS於2011年7月29日發售廣播劇CD的第1集（HBDC-095）。第2集（HBDC-097）於2011年10月28日發售。

## 網路電台
HOBiRECORDS特別設立網站在2011年4月28日到12月26日期間播放網路廣播節目「修羅Radio（修羅ラジ）」共10回，主持人是由齋藤千和擔任，從第7回開始加入搭檔間島淳司。

## 電視動畫

### 製作人員
- 原作：裕時悠示[4]（GA文庫／SB創意連載）
- 原作插畫：LLO[4]
- 監督：龜井幹太[4]
- 系列構成：浦畑達彥[4]
- 角色設計：大塚舞[4]
- 音樂：太田雅友[4]
- 製作：A-1 Pictures[4]

### 主題曲
片頭曲《Girlish Lover》
作詞：小田倉奈知，作曲：太田雅友，編曲：EFFY
歌：自我演出的乙女之會（赤崎千夏、田村由香里、金元壽子、茅野愛衣）
片尾曲《W:Wonder tale》
作詞：畑亞貴，作曲、編曲：太田雅友，歌：田村由香里

### 各話列表
| 話數 | 标题                       | 劇本     | 分鏡       | 演出       | 作畫監督                   |
| ---- | -------------------------- | -------- | ---------- | ---------- | -------------------------- |
| #1   | 高中生活的開始是修羅場     | 浦畑達彥 | 龜井幹太   | 龜井幹太   | 大塚舞                     |
| #2   | 新社團的成立是修羅場       | 浦畑達彥 | 堀之內元   | 青柳宏宜   | 福島豐明 服部憲知          |
| #3   | 青梅竹馬的眼淚是修羅場     | 浦畑達彥 | 渡邊了     | 原田孝宏   | 小林惠祐                   |
| #4   | 男人的戰鬥是修羅場         | 浦畑達彥 | 上原秀明   | 上原秀明   | 山野雅明                   |
| #5   | 情書的真相是修羅場         | 富田賴子 | 大原實     | 高島大輔   | 野田康行                   |
| #6   | 劈開灰色世界是修羅場       | 浦畑達彥 | 宮浦栗生   | 柴田彰久   | 須藤智子                   |
| #7   | 明明是暑期補習卻是修羅場   | 富田賴子 | 金子伸吾   | 青柳宏宜   | 小澤圓 竹田欣弘            |
| #8   | 電影院雙重約會是修羅場     | 浦畑達彥 | 柳沼和良   | 柳沼和良   | 山野雅明 小林惠祐 須藤智子 |
| #9   | 想起來的約定是修羅場       | 龜井幹太 | 龜井幹太   | 柴田彰久   | 服部憲知 德田夢之介        |
| #10  | 暑期集訓的會議是修羅場     | 裕時悠示 | 渡邊了     | 下田正美   | 小澤圓 山野雅明 德田夢之介 |
| #11  | 集訓前夜的歡欣雀躍是修羅場 | 富田賴子 | 福田道生   | 德本善信   | 野田康行                   |
| #12  | 計謀的結局是修羅場         | 富田賴子 | 出合小都美 | 出合小都美 | 小林惠祐 須藤智子          |
| #13  | 通往新世界的修羅場         | 浦畑達彥 | 龜井幹太   | 龜井幹太   | 山野雅明 德田夢之介        |

### 播放電視台
日本深夜動畫：下文記載的日本国内播放時間使用日本標準時間（UTC+9）表示。因為部分時間标识會採用30小时制，因此請留意这类超过24:00的时间，其實際播放時間為翌日清晨。
| 播放地區   | 播放電視台   | 播放日期               | 播放時間（UTC+9）         | 所屬聯播網 | 備註                      |
| ---------- | ------------ | ---------------------- | ------------------------- | ---------- | ------------------------- |
| 東京都     | TOKYO MX     | 2013年1月5日－3月30日  | 星期六 24時00分－24時30分 | 獨立UHF局  | E!TV節目                  |
| 栃木縣     | 栃木電視台   | 2013年1月5日－3月30日  | 星期六 24時00分－24時30分 | 獨立UHF局  |                           |
| 群馬縣     | 群馬電視台   | 2013年1月5日－3月30日  | 星期六 24時00分－24時30分 | 獨立UHF局  |                           |
| 神奈川縣   | 神奈川電視台 | 2013年1月5日－3月30日  | 星期六 24時00分－24時30分 | 獨立UHF局  |                           |
| 中國大陸   | 樂視網       | 2013年1月5日－3月30日  | 星期六 23時05分 更新      | 網絡電視   | UTC+8 有重播 簡體中文字幕 |
| 千葉縣     | 千葉電視台   | 2013年1月5日－3月30日  | 星期六 24時30分－25時00分 | 獨立UHF局  |                           |
| 埼玉縣     | 埼玉電視台   | 2013年1月5日－3月30日  | 星期六 24時30分－25時00分 | 獨立UHF局  |                           |
| 愛知縣     | 愛知電視台   | 2013年1月5日－3月30日  | 星期六 25時50分－26時20分 | 東京電視網 |                           |
| 福岡縣     | RKB每日放送  | 2013年1月5日－3月30日  | 星期六 26時45分－27時15分 | 日本新聞網 |                           |
| 北海道     | 北海道放送   | 2013年1月5日－3月30日  | 星期六 26時48分－27時18分 | 日本新聞網 |                           |
| 近畿廣域圈 | 朝日放送     | 2013年1月9日－4月3日   | 星期三 26時18分－26時48分 | 朝日電視網 | 星期三動畫＜水もん＞節目  |
| 日本全國   | BS11         | 2013年1月12日－4月6日  | 星期六 24時00分－24時30分 | 衛星電視   | ANIME+節目                |
| 日本全國   | AT-X         | 2013年1月17日－4月11日 | 星期四 22時00分－22時30分 | 衛星電視   | 有重播                    |

### 藍光 / DVD
第3卷、第5卷、第7卷附送特典小說。
| 卷數 | 發售日        | 收錄話        | BD完全生產限定版 | DVD完全生產限定版 | DVD通常版 |
| ---- | ------------- | ------------- | ---------------- | ----------------- | --------- |
| 1    | 2013年2月27日 | 第1話         | ANZX-6581-6582   | ANZB-6581-6582    | ANSB-6581 |
| 2    | 2013年3月27日 | 第2話~第3話   | ANZX-6583-6584   | ANZB-6583-6584    | ANSB-6583 |
| 3    | 2013年4月24日 | 第4話~第5話   | ANZX-6585-6586   | ANZB-6585-6586    | ANSB-6585 |
| 4    | 2013年5月22日 | 第6話~第7話   | ANZX-6587-6588   | ANZB-6587-6588    | ANSB-6587 |
| 5    | 2013年6月26日 | 第8話~第9話   | ANZX-6589-6590   | ANZB-6589-6590    | ANSB-6589 |
| 6    | 2013年7月24日 | 第10話~第11話 | ANZX-6591-6592   | ANZB-6591-6592    | ANSB-6591 |
| 7    | 2013年8月21日 | 第12話~第13話 | ANZX-6593-6594   | ANZB-6593-6594    | ANSB-6593 |

### CD
| 發售日       | 名稱          | 初回限定盤 |
| ------------ | ------------- | ---------- |
| 2013年2月6日 | Girlish Lover |            |
| 2013年2月6日 | W:Wonder tale | KICM-1435  |

## 註腳
1. ↑  . 新浪微博. 乐视网动漫. 2013-01-04  [2013-01-04]. （原始内容存档于2020-04-14）.
2. ↑  原作小說第16卷
3. ↑  . 每日新聞. 2011年6月24日  [2014年7月10日]. （原始内容存档于2011年6月27日） （日语）.
4. 1 2 3 4 5 6 7 8 9 10 11 12 13 14 15  . .   [2020-07-24]. （原始内容存档于2020-10-15） （日语）.
5. ↑  戀愛模擬遊戲「我的慘烈嬌羞嬌羞女友（俺の彼女ガデレデレすぎる）」的廣告活動。
6. ↑  千和發音為chiwa，吉娃娃發音為chiwawa
7. ↑  姬香的發音
8. ↑  . HOBiRECORDS.   [2016年6月18日]. （原始内容存档于2021年3月18日） （日语）.
9. ↑  修羅Radio Twitter （页面存档备份，存于）(oreshura_radio)（日語）

## 外部連結
- 官方網站 （页面存档备份，存于）（日語）
- 電視動畫官方網站 （页面存档备份，存于）（日語）
- Twitter
  - 俺の彼女と幼なじみが修羅場すぎる（公式）的X（前Twitter）
  - 我女友與青梅竹馬的慘烈修羅場的X（前Twitter）
  - 修羅ラジ的X（前Twitter）
  - 夏川真涼的X（前Twitter）
  - 春咲千和的X（前Twitter）
  - 季堂鋭太的X（前Twitter）